# 川前直樹
川前直樹（日语：／ Kawamae Naoki，1982年11月6日—），日本男子羽毛球运动员。奈良縣出生，畢業於柏原高校及日本大学，其後加入NTT東日本株式會社，隸屬総務人事部，並為該社的羽毛球隊成員，現任球隊的雙打教練。

## 簡歷
2011年4月，川前夥拍佐藤翔治出戰澳洲羽毛球公開賽，在決賽以0比2（17–21, 18-21）負於隊友遠藤大由及早川賢一組合，屈居亞軍。同年7月，他們出戰俄羅斯羽毛球公開賽，再在決賽中遇上相同對手，此次則以2比0（21-18, 21-17）獲勝，奪得冠軍。

## 主要比賽成績
只列出曾進入準決賽的國際賽事成績：
| 年份   | 賽事                       | 公開賽級別 | 項目     | 拍檔     | 成績   |
| ------ | -------------------------- | ---------- | -------- | -------- | ------ |
| 2007年 | 美國羽毛球大獎賽           | 大獎賽     | 男子雙打 | 川口馨士 | 準決賽 |
| 2008年 | 大阪羽毛球國際挑戰賽       | 國際挑戰賽 | 男子雙打 | 川口馨士 | 亞軍   |
| 2009年 | 愛沙尼亞羽毛球國際賽       | 國際系列賽 | 男子雙打 | 佐藤翔治 | 冠軍   |
| 2009年 | 瑞典斯德哥爾摩羽毛球國際賽 | 國際挑戰賽 | 男子雙打 | 佐藤翔治 | 冠軍   |
| 2009年 | 奧地利羽毛球國際挑戰賽     | 國際挑戰賽 | 男子雙打 | 佐藤翔治 | 冠軍   |
| 2009年 | 克羅地亞羽毛球國際賽       | 國際系列賽 | 男子雙打 | 佐藤翔治 | 亞軍   |
| 2009年 | 荷蘭羽毛球國際賽           | 國際挑戰賽 | 男子雙打 | 佐藤翔治 | 準決賽 |
| 2009年 | 加拿大羽毛球國際挑戰賽     | 國際挑戰賽 | 男子雙打 | 佐藤翔治 | 冠軍   |
| 2010年 | 大阪羽毛球國際挑戰賽       | 國際挑戰賽 | 男子雙打 | 佐藤翔治 | 準決賽 |
| 2010年 | 荷蘭羽毛球大獎賽           | 大獎賽     | 男子雙打 | 佐藤翔治 | 準決賽 |
| 2011年 | 馬來西亞羽毛球超級賽       | 超級賽     | 男子雙打 | 佐藤翔治 | 準決賽 |
| 2011年 | 澳洲羽毛球黃金大獎賽       | 黃金大獎賽 | 男子雙打 | 佐藤翔治 | 亞軍   |
| 2011年 | 俄羅斯羽毛球大獎賽         | 大獎賽     | 男子雙打 | 佐藤翔治 | 冠軍   |
| 2011年 | 美國羽毛球黃金大獎賽       | 黃金大獎賽 | 男子雙打 | 佐藤翔治 | 準決賽 |
| 2011年 | 印度羽毛球黃金大獎賽       | 黃金大獎賽 | 男子雙打 | 佐藤翔治 | 冠軍   |
| 2011年 | 中國羽毛球首要超級賽       | 首要超級賽 | 男子雙打 | 佐藤翔治 | 準決賽 |
| 2012年 | 瑞士羽毛球黃金大獎賽       | 黃金大獎賽 | 男子雙打 | 佐藤翔治 | 冠軍   |

| 2007-2017年 | 首要超級賽 | 超級賽 | 黃金大獎賽 | 大獎賽 | 國際挑戰賽 | 國際系列賽 | 未來系列賽 | 其他 |

### 奧運會和世錦賽參賽紀錄
|          | 搭檔     | 2007 | 2008 | 2009 | 2010 | 2011 | 2012       |
| -------- | -------- | ---- | ---- | ---- | ---- | ---- | ---------- |
| 男子雙打 | 川口馨士 | 32強 | －   | －   | －   | －   | －         |
| 男子雙打 | 佐藤翔治 | －   | －   | 16強 | 48強 | －   | 小組第三名 |